# Entelecara omissa
Entelecara omissa là một loài nhện trong họ Linyphiidae.
Loài này thuộc chi Entelecara. Entelecara omissa được Octavius Pickard-Cambridge miêu tả năm 1902.